# Soap opera (filme)
Soap opera é um filme de comédia italiano de 2014 escrito e dirigido por Alessandro Genovesi. O filme abriu o Festival Internacional de Cinema de Roma de 2014.

## Enredo
Em um pequeno prédio em Milão, na véspera do Ano Novo, todos os vizinhos estão lutando com suas histórias. Francesco ama Anna, mas sua história é prejudicada por Paolo, que afirma ser gay e apaixonado por Francesco. Todos ficam chateados e levam o caso à polícia. Francesco e Anna conseguem encontrar o amor alguns segundos antes do ano novo.

## Elenco
- Fabio De Luigi como Francesco
- Cristiana Capotondi como Anna
- Diego Abatantuono como Carabiniere Gaetano Cavallo
- Chiara Francini como Alice
- Ricky Memphis como Paulo
- Elisa Sednaoui como Francesca
- Franz como Mário
- Ale como Gianni
- Caterina Guzzanti como Patrizia